# Егон Маркетті
Егон Маркетті (нім. Egon Marchetti; 5 липня 1874, Відень — 10 червня 1951, Відень) — австро-угорський офіцер-підводник, корветтен-капітан.

## Біографія
В 1893 році вступив на флот. З 15 квітня по 20 вересня 1911 року — командир підводного човна SM U-1. Учасник Першої світової війни.

## Звання
- Лейтенант фрегата (1 січня 1899)
- Лейтенант лінкора (1 травня 1906)
- Корветтен-капітан (1 листопада 1915)

## Нагороди
- Ювілейна пам'ятна медаль 1898
- Ювілейний хрест
- Бронзова медаль «За військові заслуги» (Австро-Угорщина) — нагороджений до Першої світової війни.
- Хрест «За військові заслуги» (Австро-Угорщина) 3-го класу з військовою відзнакою і мечами (1 січня 1916)
- Пам'ятна військова медаль (Австрія) з мечами
- Почесний хрест ветерана війни з мечами